# To Bonnie from Delaney
To Bonnie from Delaney è  il terzo album in studio del duo musicale statunitense Delaney & Bonnie, pubblicato nel 1970.

## Tracce
1. Hard Luck and Troubles (Delaney Bramlett) – 2:35
2. God Knows I Love You (Delaney Bramlett, Mac Davis) – 2:46
3. Lay Down My Burden (Steve Bogard, Michael Utley) – 3:35
4. Medley: Come On In My Kitchen (Robert Johnson)/Mama, He Treats Your Daughter Mean (Herbert Lance, Johnny Wallace)/Goin' Down the Road Feelin' Bad (tradizionale; arr. Delaney Bramlett) – 4:10
5. The Love of My Man (Ed Townsend) – 4:28
6. They Call It Rock and Roll Music (Delaney Bramlett) – 3:33
7. Soul Shake (Margaret Lewis, Myrna Smith) – 3:10
8. Miss Ann (Richard Penniman, Enotris Johnson) – 5:01
9. Alone Together (Delaney Bramlett, Bonnie Bramlett, Bobby Whitlock) – 3:13
10. Living on the Open Road (Delaney Bramlett) – 3:02
11. Let Me Be Your Man (George Soulé, Terry Woodford) – 3:20
12. Free the People (Barbara Keith) – 2:47